# Humberto Pittamiglio
Humberto Pittamiglio (Montevideo, 23 de noviembre de 1887 - Ib., 28 de septiembre de 1966) fue un arquitecto, empresario y político uruguayo.
De padres italianos, su familia era extremadamente pobre, y Humberto (cuyo nombre se escribía originalmente sin H), debió trabajar desde muy joven para colaborar con su numerosa familia, pues tenía cinco hermanos. A los veintitrés años compró los terrenos del futuro castillo a un precio bajo. Cuando la construcción estuvo habitable, se mudó con su familia.
De profunda fe cristiana, se inició en los misterios de la alquimia de la mano de otro reconocido alquimista uruguayo, Francisco Piria. Fue entonces cuando cambió su nombre agregando una H, pasando a estar formado por ocho letras, por el doble simbolismo que representan para la alquimia la letra H y el número ocho. Los vecinos le tenían miedo, pues decían que por la noche salía a caminar por la zona envuelto en una capa roja.
Pittamiglio falleció en Montevideo el 28 de setiembre de 1966, soltero y sin hijos. A su muerte, contaba con más de cuatrocientas propiedades que legó junto con sus bienes a instituciones filantrópicas y del Estado. Fue enterrado en el panteón de su familia en el Cementerio Central, especialmente diseñado por él para que solo pudiese abrirse desde el interior.

## Biografía

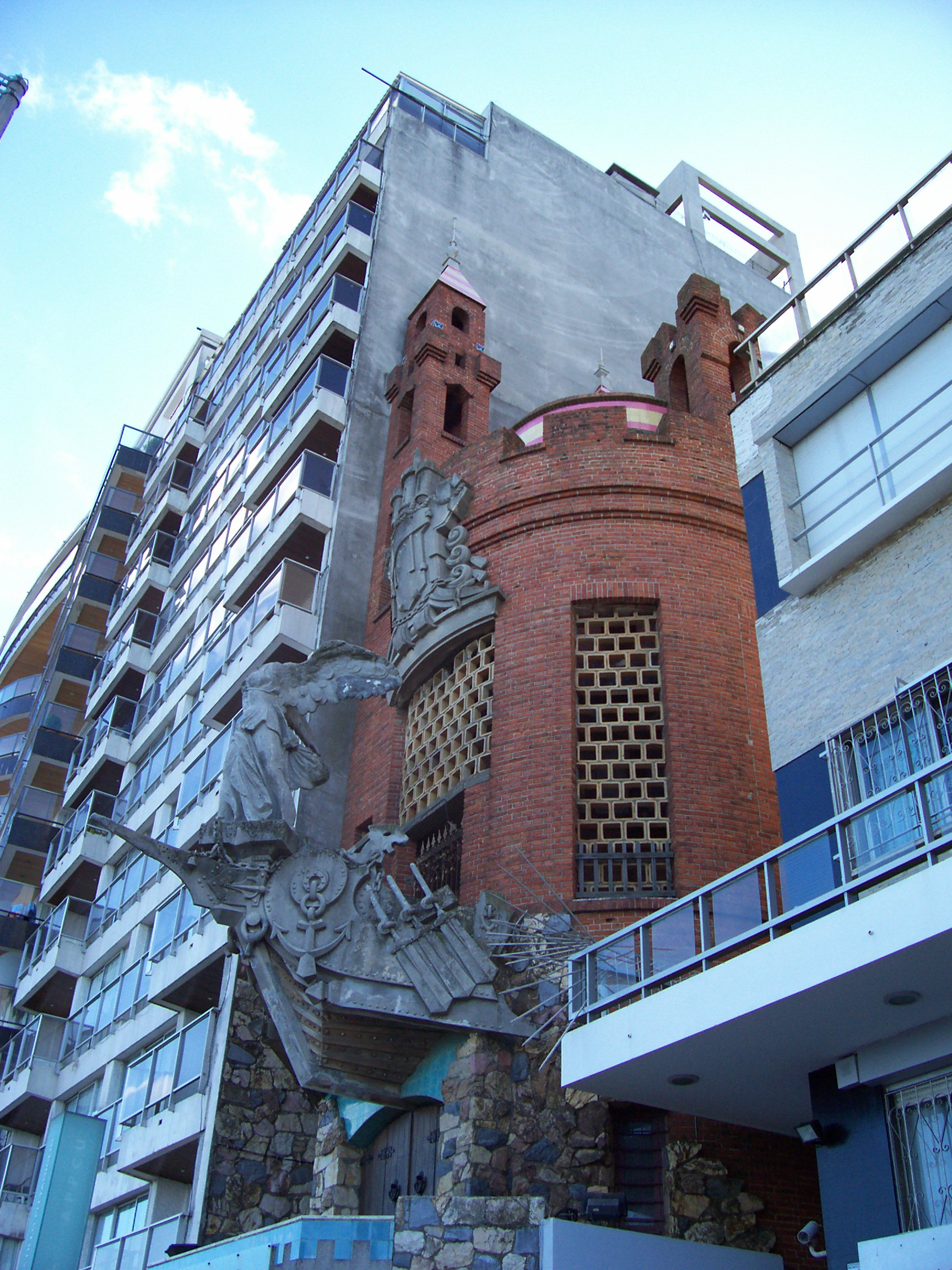
Fachada del Castillo Pittamiglio hoy rodeado de edificios residenciales, Montevideo, Uruguay.

Sus padres fueron Juan Domingo Pittamiglio, y Julia Bonifacio, de origen italiano, quienes se establecieron en Montevideo a fines del 1800. De este matrimonio nacieron cuatro hijos y dos hijas.
El niño Humberto, fue bautizado, el 29 de septiembre de 1888, en la Parroquia Nuestra Señora del Carmen, en la zona del Cordón. El padre era zapatero y el joven Humberto, debió trabajar desde pequeño , se destacó por su inteligencia y dedicación, lo que le permitió obtener en 1918, el título de Arquitecto e Ingeniero, expedido por la Facultad de Matemáticas y Ramas Anexas de la Universidad de la República.
En 1910 adquirió los terrenos de Punta Trouville, en la rambla de Montevideo, donde poco después iniciaría la edificación del castillo que lo hizo famoso. Este edificio se encuentra hoy rodeado de torres residenciales, pero la proa de barco y la Victoria de Samotracia de su fachada resultan inconfundibles entre el vidrio y el cemento.

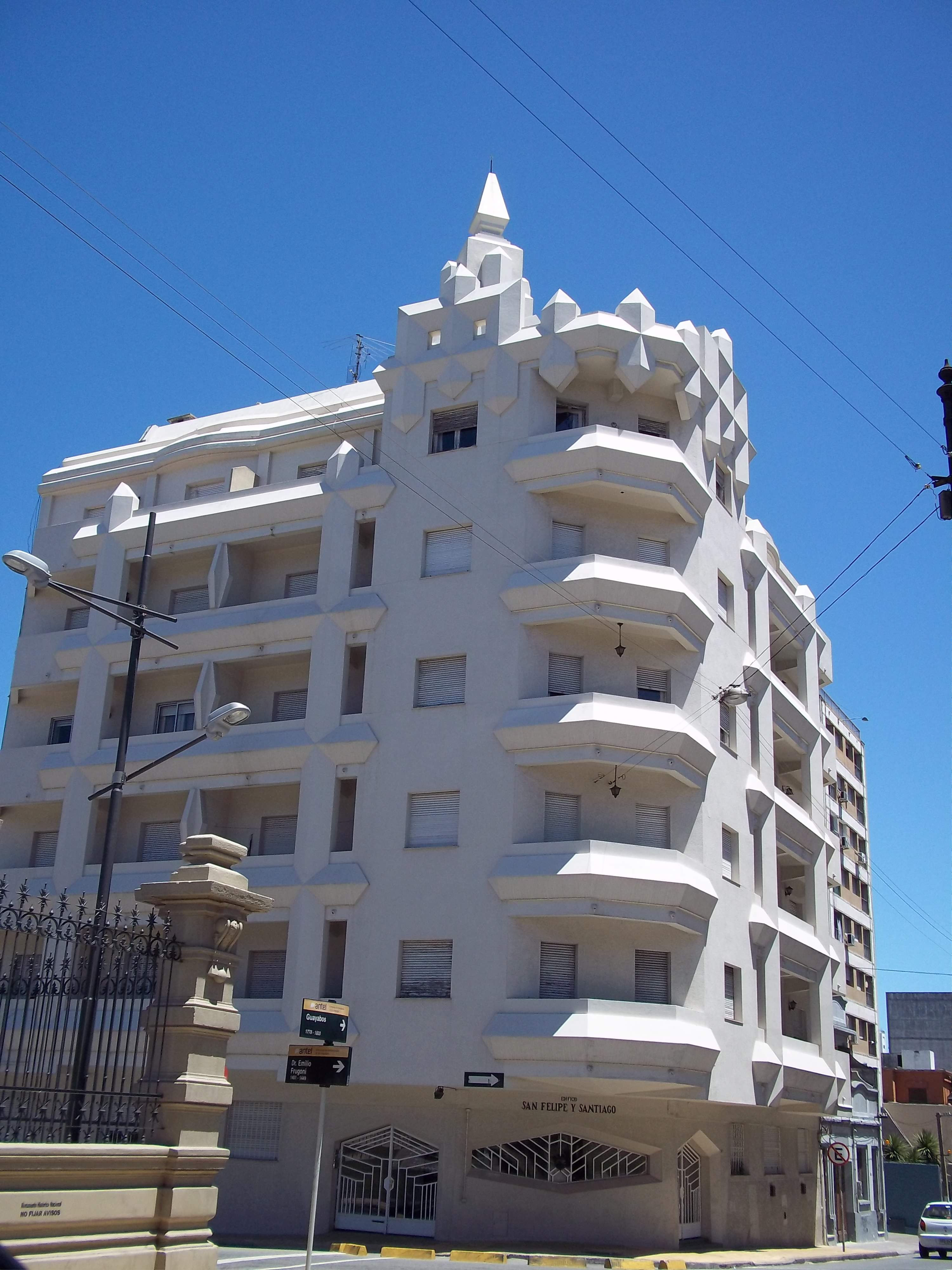
Edificio San Felipe y Santiago, Montevideo, Uruguay.

Se dedicó a la política, y entre marzo de 1915 y diciembre de 1918, ocupó el cargo de Edil de la Junta Económico Administrativa de Montevideo, durante el Gobierno de Feliciano Viera.
En este período publicó un libro titulado Estudio sobre la iluminación de Montevideo, destacándose además su interés por la figura de José Martí, y su contribución para designar una calle de Montevideo con su nombre.
Entre otras cosas, bregó por la difusión de la cultura y el arte, proponiendo la creación de un Salón Municipal de Pintura y Escultura.

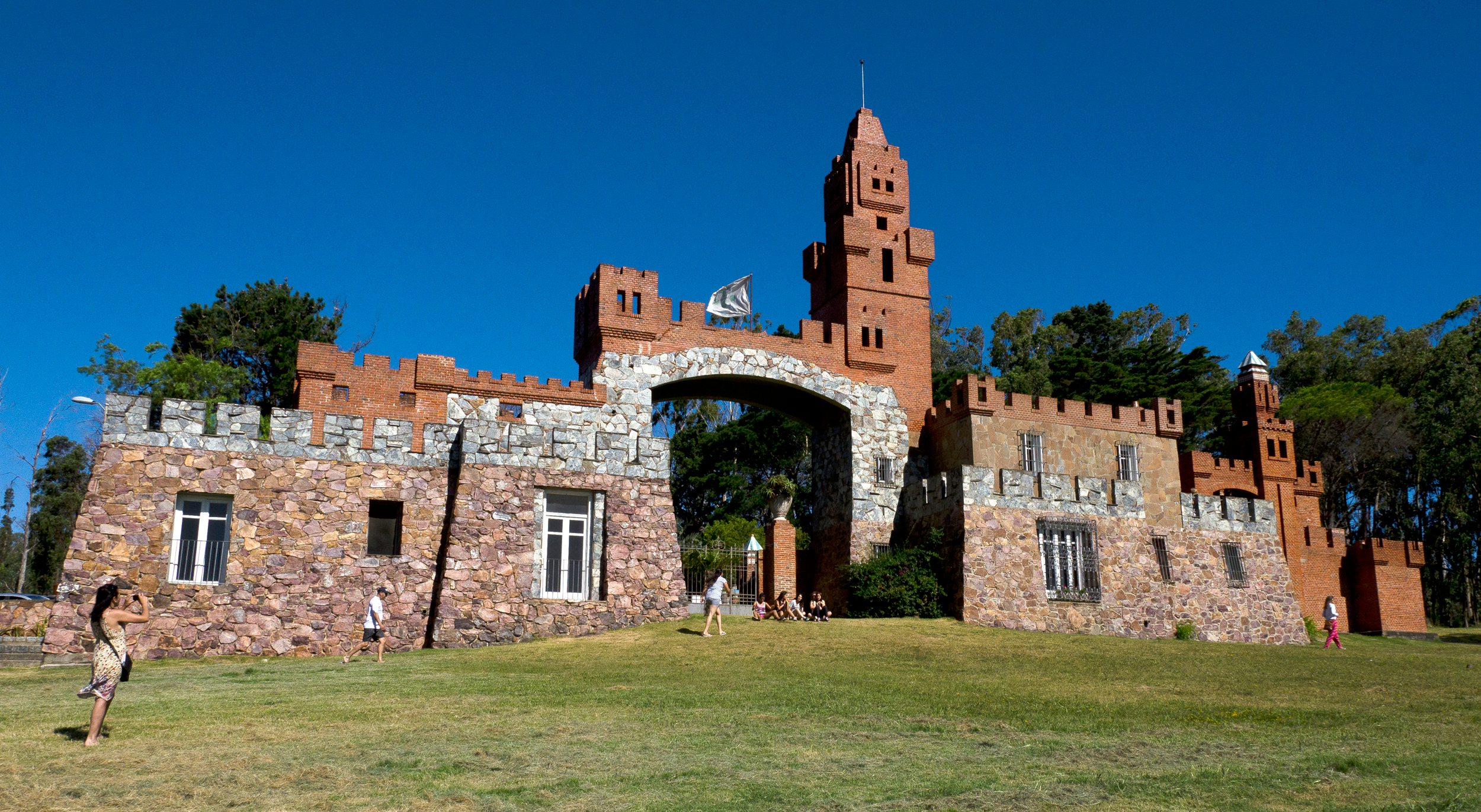
Castillo de Humberto Pittamiglio en Las Flores, Maldonado, Uruguay.

En 1916, fue elegido Presidente de la Comisión Departamental de Instrucción Primaria, y en 1919 ocupó el cargo de Ministro Interino de Obras Públicas, destacándose su humanismo por la presentación de un proyecto para la construcción de viviendas económicas en la zona de La Unión.
Fue un hábil empresario, y se asoció con el Ingeniero Adolfo Shaw, en una de las empresas constructoras más importantes de la época en el país (Adolfo Shaw S.A.). Dicha empresa intervino en obras como el Hospital de Clínicas, Instituto Alfredo Vásquez Acevedo, Palacio Municipal, Facultad de Agronomía, entre otras.
Fue amigo del presidente Baltasar Brum, con el que había compartido aventuras en los tiempos de estudiante. A causa de esta amistad, había aceptado la responsabilidad de integrar la Junta Económica-Administrativa y hacerse cargo interinamente del Ministerio de Obras Públicas.

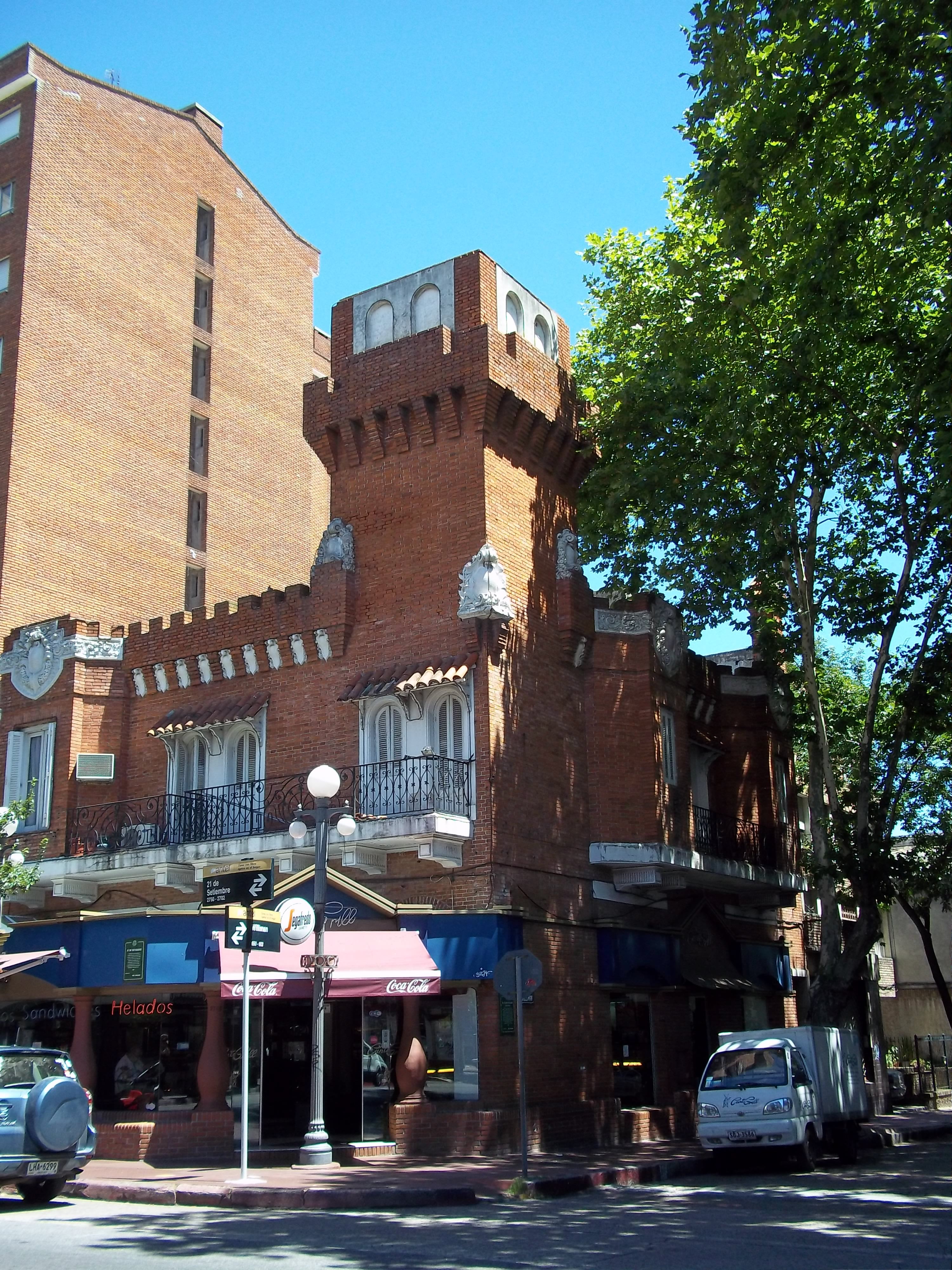
Edificio de la heladería Cantegrill.

Otro personaje notorio, en la vida y obra de Pittamiglio, fue Francisco Piria, un empresario que fundó la ciudad de Piriápolis, y que fue su maestro de alquimia.
En esta época, le agregó una "H" a su nombre Umberto, debido al simbolismo que esa letra tiene para los alquimistas.
Mantuvo una fluida relación con el famoso músico de origen francés André Giot de Badet, de quien fue su mecenas, y con quien compartió numerosas actividades en Montevideo.
Entre sus legados materiales se destaca el castillo que dejó en la rambla de Montevideo, que hoy es un museo y espacio cultural, otro castillo en Las Flores (Maldonado, Uruguay), y la Quinta de la Villa Colón (Montevideo). También la hoy Heladería Cantegrill en la esquina de 21 de Septiembre y Williman y el edificio San Felipe y Santiago, entre Guayabos y el Pasaje Emilio Frugoni, detrás de la Universidad de la República.
Humberto Pittamiglio falleció en Montevideo, el 28 de septiembre de 1966, soltero y sin hijos, víctima de una bronconeumonía. Legó sus bienes a instituciones filantrópicas y del Estado, dejando el castillo de la rambla a la Intendencia Municipal de Montevideo hasta su retorno.

Fue enterrado en el Cementerio Central junto a su familia.